# مگان گلگر
مگان گلگر (انگلیسی: Megan Gallagher؛ زادهٔ ۶ فوریهٔ ۱۹۶۰) یک بازیگر سینما، و هنرپیشه اهل ایالات متحده آمریکا است. وی از سال ۱۹۸۴ میلادی تاکنون مشغول فعالیت بوده‌است.
او در فیلم آخرین خشم بازی کرده‌است.